# جام ملت‌های اروپا ۱۹۹۶
جام ملت‌های اروپا ۱۹۹۶ که دهمین دوره از جام ملت‌های اروپا بود با نام یورو ۹۶ شناخته شد و برای اولین بار از پیشوند یورو در این رقابت‌ها استفاده شد، انگلیس به عنوان میزبان رقابت‌ها معرفی شد.
سی سال از آخرین باری می‌گذشت که انگلیس میزبان رقابتی مهم بود و حتی در سرود رسمی یورو ۹۶ هم این جمله آمده بود که فوتبال به خانه برمی‌گردد! با وجود دغدغه‌های دربارهٔ هولیگانیسم احتمالی، سازمان‌دهی این رقابت‌های سه هفته‌ای به خوبی انجام شد.

## برگزاری جام دهم در انگلیس
رقابت‌ها بسیار گسترده‌تر شده بود و ۱۶ تیم در آن شرکت داشتند، اما انگلیسی‌ها ورزشگاه‌های کافی برای برگزاری رقابت‌ها را در اختیار داشتند. تمامی بلیت‌ها به فروش نرفتند اما با این حال علاوه بر پوشش رسانه‌ای عالی، این تورنمنت با مجموع ۱۲۷۶۰۰۰ تماشاگر رکورد بیشترین تماشاگر را در تاریخ این رقابت‌ها کسب کرد. در هر بازی ۴۱۱۵۸ نفر تماشاگر حضور یافتند که این هم رکورد دیگری برای انگلیس بود.
تیم‌های راه یافته به دوره پایانی یورو ۹۶:
| - بلغارستان (اولین حضور) - کرواسی (اولین حضور)*** - چک (اولین حضور)* - دانمارک (دارنده جام) - انگلستان (میزبان) - فرانسه - آلمان - ایتالیا | - هلند - پرتغال - رومانی - روسیه (اولین حضور)** - اسکاتلند - اسپانیا - سوئیس (اولین حضور) - ترکیه (اولین حضور) |

## اسامی ورزشگاه‌ها
هشت ورزشگاه ویمبلی (لندن)، اولدترافورد (منچستر)، آنفیلد (لیورپول)، ویلاپارک (بیرمنگام)، سنت جیمز پارک (نیوکاسل)، سیتی گراند (ناتینگهام)، هیلزبورو (شفیلد) و الند رود (لیدز) برای این رقابت‌ها در نظر گرفته شدند.

## بازی‌ها
چهار گروه چهار تیمی تشکیل شد و دو تیم اول هر گروه به مرحله حذفی راه یافتند. قوانین جدیدی شکل گرفته بود؛ تیم‌ها در صورت هم‌امتیاز شدن بر اساس بازی که در مقابل یکدیگر انجام داده بودند به مرحله بعد صعود می‌کردند، و وقت اضافی از قانون گل طلایی استفاده می‌کرد. اگر در وقت اضافی گل به ثمر می‌رسید بازی همان‌جا به پایان می‌رسید.

## بازی‌های چهار گروه جام دهم
انگلیس با تساوی یک بر یک مقابل سوییس بازی‌ها را آغاز کرد و اسکاتلند هم گروه A را با تساوی بدون گل مقابل هلند جذاب‌تر کرد. هلند سوییس را دو بر صفر برد و انگلیس همین نتیجه را مقابل اسکاتلند، رقیب سنتی به دست آورد؛ دیداری که باعث شد کل بریتانیا به شور بیاید، پل گاسکویین گلی دیدنی بزند و شادی مضحکی پس از آن داشته باشد.
آلن شیرر و تدی شرینگهام انگلیس را با نتیجه چهار بر یک مقابل هلند پیروز کردند. البته گل دیرهنگام هلندی‌ها مانع از آن شد که اسکاتلند که مقابل سوییس پیروز شده بود به دور بعد برسد و خود هلندی‌ها صعود کردند.
فرانسه و اسپانیا در گروه B شکست نخوردند و در دیدار رودررو هم با هم مساوی کردند. فرانسه رومانی و بلغارستان را شکست داد و در گروه اول شد و از رودررو شدن با انگلیس در یک‌چهارم نهایی اجتناب کرد. ایتالیا در دیدار آخر باید آلمان را می‌برد تا از گروه C صعود کند؛ آن‌ها به تساوی بدون گل رسیدند و در نتیجه آلمان  ( به عنوان سرگروه) و جمهوری چک صعود کردند.

## دیدارهای یک چهارم نهایی
دو دیدار اول یک‌چهارم نهایی با تساوی بدون گل در وقت‌های قانونی و اضافی به پایان رسید و به پنالتی کشیده شد. انگلیس مقابل اسپانیا با درخشش دیوید سیمن چهار بر دو در پنالتی پیروز شد و فرانسه در پنالتی هلند را پنج بر چهار برد. آلمان و جمهوری چک اما در وقت معمول برنده شدند؛ اولی دو بر یک مقابل کرواسی و دومی یک بر صفر مقابل پرتغال.

## دیدارهای نیمه نهایی
نیمه‌نهایی‌ها هم به پنالتی کشید. چک شش بر پنج فرانسه را پس از ۱۲۰ دقیقه بدون گل برد. اما در ویمبلی نبرد انگلیس و آلمان یک بر یک شد و آلمانی‌ها مانند جام جهانی ۹۰ ایتالیا انگلیس را در پنالتی بردند.

## دیدار نهایی
فینال یورو ۹۶ علاوه بر اینکه تکرار فینال ۱۹۷۶ بود، تکرار دیدار این دو تیم در اولین دیدار گروه C همین رقابت‌ها هم بود که با برد دو بر صفر آلمان همراه شد. چک‌ها البته درخشان ظاهر شدند و کارل پوبورسکی، پاول ندود، پاتریک برگر و ولادیمیر اسمیچر دیدگان را خیره کردند.
برتی فوگتس که تیمش را سرشار از مصدوم می‌دید مجبور شد به یورگن کلینزمن و توماس هسلر ناآماده بازی بدهد. تیم او در دقیقه ۵۸ با یک پنالتی جنجالی (که بعداً مشخص شد خارج از محوطه جریمه اتفاق افتاده و بنابراین پنالتی نبوده و باید ضربه ایستگاهی اعلام می‌شده) عقب افتاد که ماتیاس سامر روی 
کارل پوبورسکی انجام داد و پاتریک برگر آن را به گل تبدیل کرد. اما آلمانی‌ها که مانند همیشه به بازگشت مشهور بودند این بار هم برگشتند. الیور بیرهوف جانشین مهمت شول شد و در دقیقه ۷۲ گل زد. بازی به وقت اضافی کشید و پس از تنها ۵ دقیقه بیرهوف پاس کلینزمن را گرفت و وارد دروازه پتر کوبا کرد (اولین گل طلایی تاریخ فوتبال) و آلمان قهرمان رقابتهای جام ملتهای اروپا ۱۹۹۶ شد.

## ورزشگاه‌ها
| لندن                                                        | منچستر                                                      | لیورپول                                                               | بیرمنگهام                                                  |
| ----------------------------------------------------------- | ----------------------------------------------------------- | --------------------------------------------------------------------- | ---------------------------------------------------------- |
| ویمبلی                                                      | اولدترافورد                                                 | آنفیلد                                                                | ویلاپارک                                                   |
| ۵۱°۳۳′۲۰″ شمالی ۰°۱۶′۴۷″ غربی / ۵۱٫۵۵۵۵۶°شمالی ۰٫۲۷۹۷۲°غربی | ۵۳°۲۷′۴۷″ شمالی ۲°۱۷′۲۹″ غربی / ۵۳٫۴۶۳۰۶°شمالی ۲٫۲۹۱۳۹°غربی | ۵۳°۲۵′۵۰٫۹۵″ شمالی ۲°۵۷′۳۸٫۹۸″ غربی / ۵۳٫۴۳۰۸۱۹۴°شمالی ۲٫۹۶۰۸۲۷۸°غربی | ۵۲°۳۰′۳۳″ شمالی ۱°۵۳′۵″ غربی / ۵۲٫۵۰۹۱۷°شمالی ۱٫۸۸۴۷۲°غربی |
| ظرفیت: ۷۶٬۵۶۷                                               | ظرفیت:۵۵٬۰۰۰                                                | ظرفیت: ۴۲٬۷۳۰                                                         | ظرفیت: ۴۰٬۳۱۰                                              |
|                                                             |                                                             |                                                                       |                                                            |
| لیدز                                                        | لندنمنچسترلیورپولبیرمنگاملیدزشفیلدنیوکاسلناتینگهام          | لندنمنچسترلیورپولبیرمنگاملیدزشفیلدنیوکاسلناتینگهام                    | شفیلد                                                      |
| الاند رود                                                   | لندنمنچسترلیورپولبیرمنگاملیدزشفیلدنیوکاسلناتینگهام          | لندنمنچسترلیورپولبیرمنگاملیدزشفیلدنیوکاسلناتینگهام                    | هیلزبورو                                                   |
| ۵۳°۴۶′۴۰″ شمالی ۱°۳۴′۲۰″ غربی / ۵۳٫۷۷۷۷۸°شمالی ۱٫۵۷۲۲۲°غربی | لندنمنچسترلیورپولبیرمنگاملیدزشفیلدنیوکاسلناتینگهام          | لندنمنچسترلیورپولبیرمنگاملیدزشفیلدنیوکاسلناتینگهام                    | ۵۳°۲۴′۴۱″ شمالی ۱°۳۰′۲″ غربی / ۵۳٫۴۱۱۳۹°شمالی ۱٫۵۰۰۵۶°غربی |
| ظرفیت: ۴۰٫۲۰۴                                               | لندنمنچسترلیورپولبیرمنگاملیدزشفیلدنیوکاسلناتینگهام          | لندنمنچسترلیورپولبیرمنگاملیدزشفیلدنیوکاسلناتینگهام                    | ظرفیت: ۳۹٬۸۵۹                                              |
|                                                             | لندنمنچسترلیورپولبیرمنگاملیدزشفیلدنیوکاسلناتینگهام          | لندنمنچسترلیورپولبیرمنگاملیدزشفیلدنیوکاسلناتینگهام                    |                                                            |
| نیوکاسل                                                     | لندنمنچسترلیورپولبیرمنگاملیدزشفیلدنیوکاسلناتینگهام          | لندنمنچسترلیورپولبیرمنگاملیدزشفیلدنیوکاسلناتینگهام                    | ناتینگهام                                                  |
| سنت جیمز پارک                                               | لندنمنچسترلیورپولبیرمنگاملیدزشفیلدنیوکاسلناتینگهام          | لندنمنچسترلیورپولبیرمنگاملیدزشفیلدنیوکاسلناتینگهام                    | سیتی گراند                                                 |
| ۵۴°۵۸′۳۲″ شمالی ۱°۳۷′۱۸″ غربی / ۵۴٫۹۷۵۵۶°شمالی ۱٫۶۲۱۶۷°غربی | لندنمنچسترلیورپولبیرمنگاملیدزشفیلدنیوکاسلناتینگهام          | لندنمنچسترلیورپولبیرمنگاملیدزشفیلدنیوکاسلناتینگهام                    | ۵۲°۵۶′۲۴″ شمالی ۱°۷′۵۸″ غربی / ۵۲٫۹۴۰۰۰°شمالی ۱٫۱۳۲۷۸°غربی |
| ظرفیت: ۳۶٬۶۴۹                                               | لندنمنچسترلیورپولبیرمنگاملیدزشفیلدنیوکاسلناتینگهام          | لندنمنچسترلیورپولبیرمنگاملیدزشفیلدنیوکاسلناتینگهام                    | ظرفیت: ۳۰٬۵۳۹                                              |
|                                                             | لندنمنچسترلیورپولبیرمنگاملیدزشفیلدنیوکاسلناتینگهام          | لندنمنچسترلیورپولبیرمنگاملیدزشفیلدنیوکاسلناتینگهام                    |                                                            |

## مرحله گروهی

### گروه A
| تیم      | بازی | برد | تساوی | باخت | گل‌زده | گل‌خورده | تفاضل گل | امتیاز |
| -------- | ---- | --- | ----- | ---- | ----- | ------- | -------- | ------ |
| انگلستان | ۳    | ۲   | ۱     | ۰    | ۷     | ۲       | ۵+       | ۷      |
| هلند     | ۳    | ۱   | ۱     | ۱    | ۳     | ۴       | ۱–       | ۴      |
| اسکاتلند | ۳    | ۱   | ۱     | ۱    | ۱     | ۲       | ۱–       | ۴      |
| سوئیس    | ۳    | ۰   | ۱     | ۲    | ۱     | ۴       | ۳–       | ۱      |

| انگلستان   | ۱–۱   | سوئیس                     |
| ---------- | ----- | ------------------------- |
| - شیرر ۲۳' | گزارش | - Türkyilmaz ۸۳' (پنالتی) |

| هلند | ۰–۰   | اسکاتلند |
| ---- | ----- | -------- |
|      | گزارش |          |

| سوئیس | ۰–۲   | هلند                    |
| ----- | ----- | ----------------------- |
|       | گزارش | - کرایف ۶۶' - برکمپ ۷۹' |

| اسکاتلند | ۰–۲   | انگلستان                |
| -------- | ----- | ----------------------- |
|          | گزارش | - شیرر ۵۳' - گسکوین ۷۹' |

| اسکاتلند     | ۱–۰   | سوئیس |
| ------------ | ----- | ----- |
| - مکویست ۳۶' | گزارش |       |

| هلند          | ۱–۴   | انگلستان                                     |
| ------------- | ----- | -------------------------------------------- |
| - کلایورت ۷۸' | گزارش | - شیرر ۲۳' (پنالتی)، ۵۷' - شرینگهام ۵۱'، ۶۲' |

### گروه B
| تیم       | بازی | برد | تساوی | باخت | گل‌زده | گل‌خورده | تفاضل گل | امتیاز |
| --------- | ---- | --- | ----- | ---- | ----- | ------- | -------- | ------ |
| فرانسه    | ۳    | ۲   | ۱     | ۰    | ۵     | ۲       | ۳+       | ۷      |
| اسپانیا   | ۳    | ۱   | ۲     | ۰    | ۴     | ۳       | ۱+       | ۵      |
| بلغارستان | ۳    | ۱   | ۱     | ۱    | ۳     | ۴       | ۱–       | ۴      |
| رومانی    | ۳    | ۰   | ۰     | ۳    | ۱     | ۴       | ۳–       | ۰      |

| اسپانیا       | ۱–۱   | بلغارستان                |
| ------------- | ----- | ------------------------ |
| - آلفونسو ۷۴' | گزارش | - استویچکوف ۶۵' (پنالتی) |

| رومانی | ۰–۱   | فرانسه       |
| ------ | ----- | ------------ |
|        | گزارش | - دوگاری ۲۵' |

| بلغارستان      | ۱–۰   | رومانی |
| -------------- | ----- | ------ |
| - استویچکوف ۳' | گزارش |        |

| فرانسه        | ۱–۱   | اسپانیا       |
| ------------- | ----- | ------------- |
| - جورکائف ۴۸' | گزارش | - کامینرو ۸۵' |

| فرانسه                                     | ۳–۱   | بلغارستان       |
| ------------------------------------------ | ----- | --------------- |
| - بلان ۲۱' - پنو ۶۳' (گل‌به‌خودی) - لوکو ۹۰' | گزارش | - استویچکوف ۶۹' |

| رومانی         | ۱–۲   | اسپانیا                   |
| -------------- | ----- | ------------------------- |
| - رادوچویو ۲۹' | گزارش | - مانخارین ۱۱' - آمور ۸۴' |

### گروه C
| تیم     | بازی | برد | تساوی | باخت | گل‌زده | گل‌خورده | تفاضل گل | امتیاز |
| ------- | ---- | --- | ----- | ---- | ----- | ------- | -------- | ------ |
| آلمان   | ۳    | ۲   | ۱     | ۰    | ۵     | ۰       | ۵+       | ۷      |
| چک      | ۳    | ۱   | ۱     | ۱    | ۵     | ۶       | ۱-       | ۴      |
| ایتالیا | ۳    | ۱   | ۱     | ۱    | ۳     | ۳       | ۰        | ۴      |
| روسیه   | ۳    | ۰   | ۱     | ۲    | ۴     | ۸       | ۴–       | ۱      |

| آلمان                  | ۲–۰   | چک |
| ---------------------- | ----- | -- |
| - سایگه ۲۶' - مولر ۳۲' | گزارش |    |

| ایتالیا            | ۲–۱   | روسیه           |
| ------------------ | ----- | --------------- |
| - کازیراگی ۵'، ۵۲' | گزارش | - Tsymbalar ۲۱' |

| چک                    | ۲–۱   | ایتالیا     |
| --------------------- | ----- | ----------- |
| - ندود ۵' - Bejbl ۳۵' | گزارش | - کیه‌زا ۱۸' |

| روسیه | ۰–۳   | آلمان                         |
| ----- | ----- | ----------------------------- |
|       | گزارش | - سامر ۵۶' - کلینزمن ۷۷'، ۹۰' |

| روسیه                                       | ۳–۳   | چک                                      |
| ------------------------------------------- | ----- | --------------------------------------- |
| - مستووی ۴۹' - Tetradze ۵۴' - بسچاستنیخ ۸۵' | گزارش | - Suchopárek ۵' - Kuka ۱۹' - اسمیچر ۸۸' |

| ایتالیا | ۰–۰   | آلمان |
| ------- | ----- | ----- |
|         | گزارش |       |

### گروه D
| تیم     | بازی | برد | تساوی | باخت | گل‌زده | گل‌خورده | تفاضل گل | امتیاز |
| ------- | ---- | --- | ----- | ---- | ----- | ------- | -------- | ------ |
| پرتغال  | ۳    | ۲   | ۱     | ۰    | ۵     | ۱       | ۴+       | ۷      |
| کرواسی  | ۳    | ۲   | ۰     | ۱    | ۴     | ۳       | ۱+       | ۶      |
| دانمارک | ۳    | ۱   | ۱     | ۱    | ۴     | ۴       | ۰        | ۴      |
| ترکیه   | ۳    | ۰   | ۰     | ۳    | ۰     | ۵       | ۵–       | ۰      |

| دانمارک      | ۱–۱   | پرتغال         |
| ------------ | ----- | -------------- |
| - لادروپ ۲۲' | گزارش | - Sá Pinto ۵۳' |

| ترکیه | ۰–۱   | کرواسی         |
| ----- | ----- | -------------- |
|       | گزارش | - ولائوویچ ۸۶' |

| پرتغال     | ۱–۰   | ترکیه |
| ---------- | ----- | ----- |
| - کوتو ۶۶' | گزارش |       |

| کرواسی                               | ۳–۰   | دانمارک |
| ------------------------------------ | ----- | ------- |
| - شوکر ۵۴' (پنالتی)، ۹۰' - بوبان ۸۱' | گزارش |         |

| کرواسی | ۰–۳   | پرتغال                               |
| ------ | ----- | ------------------------------------ |
|        | گزارش | - فیگو ۴' - پینتو ۳۳' - دومنیگوس ۸۲' |

| ترکیه | ۰–۳   | دانمارک                       |
| ----- | ----- | ----------------------------- |
|       | گزارش | - لادروپ ۵۰'، ۸۴' - نیلسن ۶۹' |

## مرحله حذفی

### نمودار مرحله حذفی
|  | Quarter-finals     | Quarter-finals |                  |       | Semi-finals | Semi-finals |  |  | Final | Final |
|  |                    |                |                  |       |             |             |  |  |       |       |
|  | 22 June – لیورپول  |                |                  |       |             |             |  |  |       |       |
|  |                    |                |                  |       |             |             |  |  |       |       |
|  | فرانسه (p)         | 0 (5)          |                  |       |             |             |  |  |       |       |
|  | فرانسه (p)         | 0 (5)          | 26 June – منچستر |       |             |             |  |  |       |       |
|  | هلند               | 0 (4)          |                  |       |             |             |  |  |       |       |
|  | هلند               | 0 (4)          | فرانسه           | 0 (5) |             |             |  |  |       |       |
|  | 23 June – بیرمنگام |                | فرانسه           | 0 (5) |             |             |  |  |       |       |
|  |                    | چک (p)         | 0 (6)            |       |             |             |  |  |       |       |
|  | چک                 | چک (p)         | 0 (6)            | 1     |             |             |  |  |       |       |
|  | چک                 |                | 30 June – لندن   | 1     |             |             |  |  |       |       |
|  | پرتغال             | 0              |                  |       |             |             |  |  |       |       |
|  | پرتغال             | 0              | چک               | 1     |             |             |  |  |       |       |
|  | 23 June – منچستر   |                | چک               | 1     |             |             |  |  |       |       |
|  |                    | آلمان (g.g.)   | 2                |       |             |             |  |  |       |       |
|  | آلمان              | آلمان (g.g.)   | 2                | 2     |             |             |  |  |       |       |
|  | آلمان              | 26 June – لندن |                  | 2     |             |             |  |  |       |       |
|  | کرواسی             | 1              |                  |       |             |             |  |  |       |       |
|  | کرواسی             | 1              | آلمان (p)        | 1 (6) |             |             |  |  |       |       |
|  | 22 June – لندن     |                | آلمان (p)        | 1 (6) |             |             |  |  |       |       |
|  |                    | انگلستان       | 1 (5)            |       |             |             |  |  |       |       |
|  | اسپانیا            | انگلستان       | 1 (5)            | 0 (2) |             |             |  |  |       |       |
|  | اسپانیا            |                |                  | 0 (2) |             |             |  |  |       |       |
|  | انگلستان (p)       | 0 (4)          |                  |       |             |             |  |  |       |       |
|  | انگلستان (p)       | 0 (4)          |                  |       |             |             |  |  |       |       |

### یک چهارم‌ نهایی
| اسپانیا                         | ۰–۰ (و.ا.) | انگلستان                      |
| ------------------------------- | ---------- | ----------------------------- |
|                                 | گزارش      |                               |
| ضربات پنالتی                    |            |                               |
| - ئیه‌رو - آمور - Belsué - نادال | ۲–۴        | - شیرر - پلات - پیرس - گسکوین |

| فرانسه                                    | ۰–۰ (و.ا.) | هلند                                          |
| ----------------------------------------- | ---------- | --------------------------------------------- |
|                                           | گزارش      |                                               |
| ضربات پنالتی                              |            |                                               |
| - زیدان - جورکائف - لیزارازو - گرا - بلان | ۵–۴        | - دی کوک - دی بوئر - کلایورت - سیدورف - بلیند |

| آلمان                             | ۲–۱   | کرواسی     |
| --------------------------------- | ----- | ---------- |
| - کلینزمن ۲۰' (پنالتی) - سامر ۵۹' | گزارش | - شوکر ۵۱' |

| چک             | ۱–۰   | پرتغال |
| -------------- | ----- | ------ |
| - پوبورسکی ۵۳' | گزارش |        |

### نیمه نهایی
| فرانسه                                            | ۰–۰ (و.ا.) | چک                                               |
| ------------------------------------------------- | ---------- | ------------------------------------------------ |
|                                                   | گزارش      |                                                  |
| ضربات پنالتی                                      |            |                                                  |
| - زیدان - جورکائف - لیزارازو - گرا - بلان - پدروس | ۵–۶        | - Kubík - ندود - برگر - پوبورسکی - Rada - Kadlec |

| آلمان                                           | ۱–۱ (و.ا.) | انگلستان                                           |
| ----------------------------------------------- | ---------- | -------------------------------------------------- |
| - کونتس ۱۶'                                     | گزارش      | - شیرر ۳'                                          |
| ضربات پنالتی                                    |            |                                                    |
| - هسلر - اشترونتس - روتر - سایگه - کونتس - مولر | ۶–۵        | - شیرر - پلات - پیرس - گسکوین - شرینگهام - ساوتگیت |

### فینال
| چک                  | ۱–۲ (و.ا.) | آلمان             |
| ------------------- | ---------- | ----------------- |
| - برگر ۵۹' (پنالتی) | گزارش      | - بیرهوف ۷۳', '۹۵ |

## داوران این دوره
| اتریش - Gerd Grabher بلژیک - Guy Goethals بلاروس - وادیم ژوک بلغارستان - Atanas Uzunov جمهوری چک - Václav Krondl | دانمارک - Peter Mikkelsen - Kim Milton Nielsen انگلستان - دیوید الری - درموت گلگر فرانسه - Marc Batta آلمان - Bernd Heynemann - Hellmut Krug | مجارستان - ساندرو پل ایتالیا - Piero Ceccarini - پیرلوئیجی پایرتو هلند - Mario van der Ende روسیه - Nikolai Levnikov اسکاتلند - Leslie Mottram | اسپانیا - Antonio López Nieto - Manuel Díaz Vega سوئد - آندرس فریسک - Leif Sundell سوئیس - Serge Muhmenthaler ترکیه - احمد چاکار |

## سیدبندی
| گروه ۱                                                                | گروه ۲                             | گروه ۳                               | گروه ۴                           |
| --------------------------------------------------------------------- | ---------------------------------- | ------------------------------------ | -------------------------------- |
| - انگلستان (میزبان) - دانمارک (مدافع عنوان قهرمانی) - آلمان - اسپانیا | - ایتالیا - هلند - پرتغال - فرانسه | - بلغارستان - کرواسی - روسیه - سوئیس | - چک - رومانی - اسکاتلند - ترکیه |